# BONDプロジェクト
BONDプロジェクトは、東京都渋谷区に事務所を置くNPO法人。
ルポライターの橘ジュンが代表を務めている。

## 設立目的
生きづらさを抱える若い女性のための女性による支援を提供し、青少年の健全育成を図ることに寄与する目的としている。例えば、(1)ドメスティックバイオレンスにより帰る場所の無い、または自宅が精神的な拠り所となりえない青少年の保護を行い、(2)社会・家族・友人等に関する人間関係の不信感に対するメンタルケアやカウンセリングを実施し、(3)問題を抱えた青少年が、就業・生きがいの獲得・社会参画できる機会を提供する。

## 略歴
2009年
- 特定非営利活動法人 BONDプロジェクト設立

2016年
- 6月30日、男女共同参画会議が開催する「女性に対する暴力に関する専門調査会」で、ヒューマンライツ・ナウ、ぱっぷす、人身取引被害者サポートセンターライトハウス、Colaboともにヒアリング対象に選ばれる[3][注 2]

2018年
- 地域自殺対策強化交付金（厚生労働省自殺防止対策事業）によるSNS相談を開始[5][6]
- 東京都若年被害女性等支援事業を受託開始[7]

2020年
- よこはま相談室を開設[8]

## 活動内容
- 雑誌及びインターネットにて青少年の声を周知させる情報発信事業
- 青少年の現状を講演会で訴えて啓発を図る講演会事業
- 青少年を保護し、精神的ケアを行う保護事業
- 職業能力の開発又は雇用機会拡充のための講習会、説明会事業
- その他目的を達成するために必要な事業

現場に近い民間団体として、街やネット上をパトロールしながら、困っている女の子を探し、声を掛けている。
平成30年度、令和2年度、令和3年度に赤い羽根共同募金からの配分を受けて物品寄付（化粧品）等を実施したほか、以上のような事業の経営に必要な資金を得るために、寄附金を募集している。
若草プロジェクト、ぱっぷす、Colaboとともに東京都若年被害女性等支援事業を受託しており、連携して活動している。
神奈川県の若年被害女性等支援モデル事業として横浜市内のカフェ型相談室の運営を開始した。
BONDプロジェクト代表の橘ジュンは、若草プロジェクト理事の村木太郎、Colabo代表の仁藤夢乃らとともに、厚生労働省の「困難な問題を抱える女性への支援のあり方に関する検討会」の構成員を務めた。

## 代表者・理事
- 理事長：多田純子[16]
- 理事：五島祐、渡邊智恵子、宮城洋平